# 亚历杭德罗·奥尔蒂斯
亚历杭德罗·奥尔蒂斯（西班牙語：Alejandro Ortiz，1952年5月3日—），古巴男子篮球运动员。他曾代表古巴参加1971年泛美运动会篮球比赛，获得一枚铜牌。他也曾出战1976年和1980年夏季奥运会。